# Nāḩiyat Markaz Qaḑā' al Karkh
Nāḩiyat Markaz Qaḑā' al Karkh (arabiska: ناحية مركز قضاء الكرخ) är ett underdistrikt i Irak.   Det ligger i provinsen Bagdad, i den centrala delen av landet. Huvudstaden Bagdad ligger i Nāḩiyat Markaz Qaḑā' al Karkh.